# Pandanus adinobotrys
Pandanus adinobotrys là một loài thực vật có hoa trong họ Dứa dại. Loài này được Merr. & L.M.Perry miêu tả khoa học đầu tiên năm 1940.